# Sigumbang
Sigumbang is een bestuurslaag in het regentschap Tapanuli Utara van de provincie Noord-Sumatra, Indonesië. Sigumbang telt 1828 inwoners (volkstelling 2010).